# Kinh tế Palestine

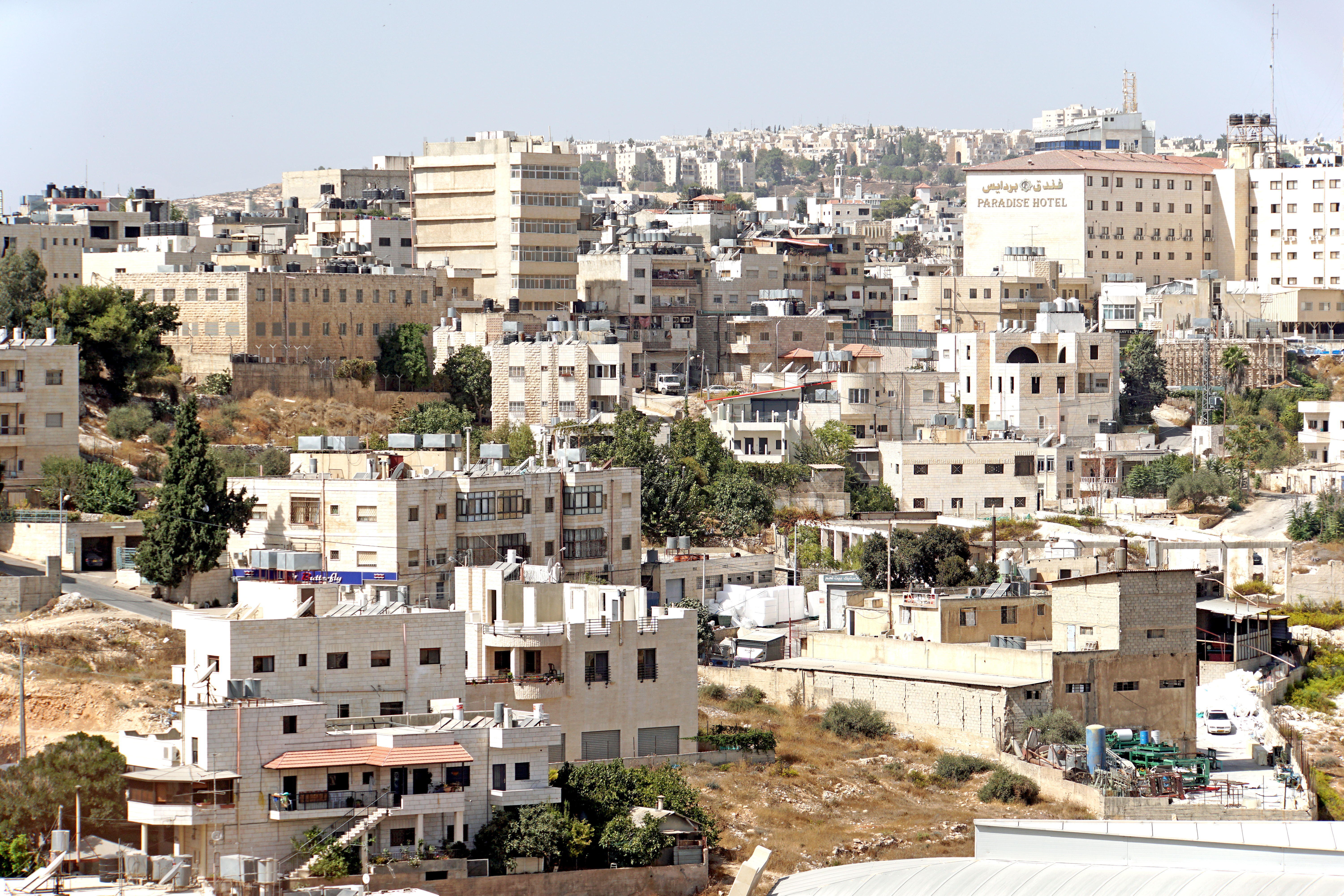
Kinh tế tại Bờ Tây

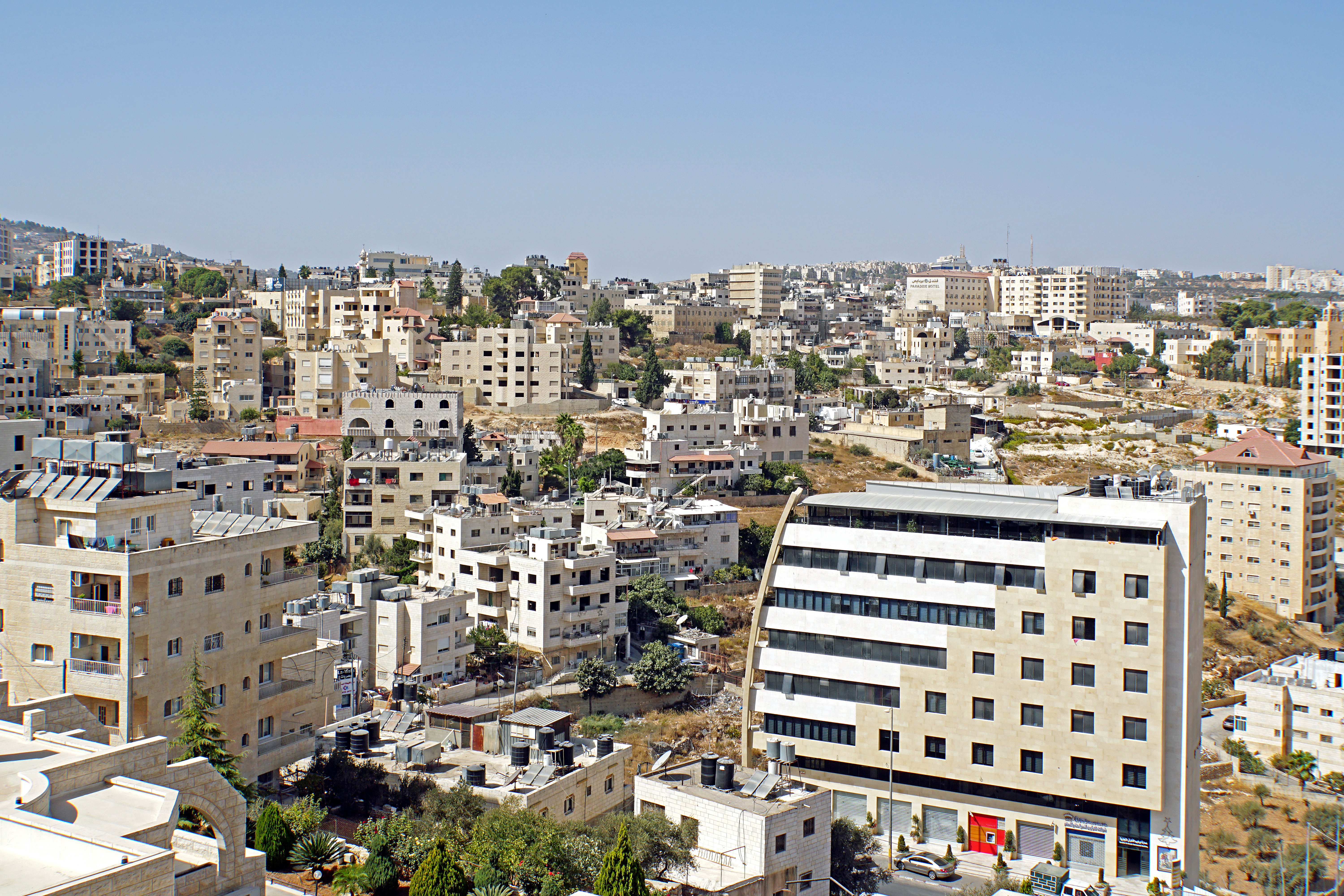
Kinh tế hoàn cảnh tại Bờ Tây

Kinh tế Palestine (Economy of the State of Palestine) đề cập đến hoạt động kinh tế của Nhà nước Palestine. Kinh tế Palestine được xếp hạng là những nền kinh tế đang phát triển, thuộc nhóm nền kinh tế thu nhập trung bình thấp. Năm 2019 thì GDP tăng trưởng −2.5% (2019) và đạt 2.1% (2020). Nông nghiệp là trụ cột trong nền kinh tế của Palestine. Sản xuất nông sản hỗ trợ nhu cầu sinh hoạt của người dân và thúc đẩy nền kinh tế xuất khẩu của Palestine. Theo Hội đồng Quan hệ Palestine ở Châu Âu, ngành nông nghiệp sử dụng chính thức 13,4% dân số và sử dụng không chính thức 90% dân số. Đây là nền kinh tế dựa vào viện trợ nhân đạo, từ thiện từ nước ngoài để duy trì và còn bị phụ thuộc kiểm soát, chèn ép bởi Israel mà có thể bóp nghẹt bất cứ lúc nào.
GDP bình quân đầu người ở các vùng lãnh thổ Palestine tăng 7% mỗi năm từ năm 1968 đến năm 1980 nhưng chậm lại trong những năm 1980. Từ năm 1970 đến 1991, tuổi thọ người Palestin tăng từ 56 lên 66 tuổi, tỷ lệ tử vong ở trẻ sơ sinh trên 1.000 trẻ giảm từ 95 xuống 42, số hộ gia đình có điện để dùng tăng từ 30% lên 85%, số hộ có nước sạch tăng từ 15% lên 90%, số hộ có tủ lạnh tăng từ 11% lên 85% và số hộ gia đình có máy giặt tăng từ 23% năm 1980 lên 61% năm 1991. Trong 10 năm qua, tỷ lệ thất nghiệp ở Palestine đã tăng lên và ngành nông nghiệp trở thành ngành nghèo nàn nhất ở Palestine và tỷ lệ thất nghiệp đạt đỉnh điểm vào năm 2008 khi lên tới 41% ở dải Gaza.

## Nhờ viện trợ
Viện trợ nước ngoài và thâm hụt ngân sách cũng là vấn đề của kinh tế Palestine. Vì những điều kiện trong lãnh thổ mà họ quản lý, Chính quyền Palestine (PA) đã nhận được khoản hỗ trợ tài chính chưa từng có từ cộng đồng quốc tế. Theo Ngân hàng Thế giới, USD $929 triệu đã được cộng đồng quốc tế trao cho Chính quyền Dân tộc Palestine (PNA) năm 2001, $891 triệu năm 2003 và $1.1 tỷ năm 2005 (chiếm 53% ngân sách năm 2005). Các mục đích chính là hỗ trợ cho ngân sách, viện trợ phát triển và y tế công cộng. Năm 2003, Hoa Kỳ cung cấp $224 triệu, EU $187 triệu, Liên đoàn Ả Rập $124 triệu, Na Uy $53 triệu, Ngân hàng Thế giới $50 triệu, Anh Quốc là $43 triệu, Ý là $40 triệu và $170 triệu cuối cùng đến từ các quốc gia và tổ chức khác. Theo Ngân hàng Thế giới (WB) thì thâm hụt ngân sách là khoảng $800 triệu năm 2005, với gần một nửa số này được các nhà tài trợ cung cấp. Theo báo cáo của Ngân hàng thế giới cho biết rằng tình hình tài chính của Palestine đã ngày càng trở nên mất ổn định chủ yếu di sự chi tiêu không kiểm soát của chính phủ, đặc biệt tăng nhanh trong khoản chi trả lương, mở rộng các cơ cấu di chuyển xã hội và tăng cho vay thực. Tham nhũng chính phủ được nhiều người coi là nguyên nhân của hầu hết tình hình tài chính khó khăn của Chính quyền Palestine.
Sự trừng phạt kinh tế sau cuộc bầu cử lập pháp tháng 1 năm 2006 cũng đã tác động mạnh mẽ đến kinh tế Palestine. Sau cuộc bầu cử lập pháp tháng 1 năm 2006, với thắng lợi của Hamas, Nhóm bộ tứ (Hoa Kỳ, Nga, Liên minh châu Âu và Liên hiệp quốc) đã đe doạ cắt những khoản viện trợ cho Chính quyền Palestine. Ngày 2 tháng 2 năm 2006, theo AFP, thì Chính quyền dân tộc PNA đã cáo buộc Israel "tiến hành trừng phạt tập thể sau khi họ không quan tâm tới những kêu gọi của Hoa Kỳ nhằm giải toả các khoản tiền thuộc sở hữu của người Palestine". Thủ tướng Ahmed Qorei cho biết rằng rằng ông hy vọng tìm kiếm được những khoản tiền thay thế khác để đáp ứng sự thiếu hụt ngân sách khoảng 50 triệu dollar, cần thiết để trả lương các nhân viên công, và số tiền này đáng lẽ đã phải được Israel trao cho PA vào ngày đầu tiên của tháng. Bộ Ngoại giao Hoa Kỳ đã chỉ trích Israel vì không nhanh chóng dỡ bỏ phong toả khoản tiền được trông chờ này. Khoản tiền này sau đó đã được dỡ bỏ phong toả.

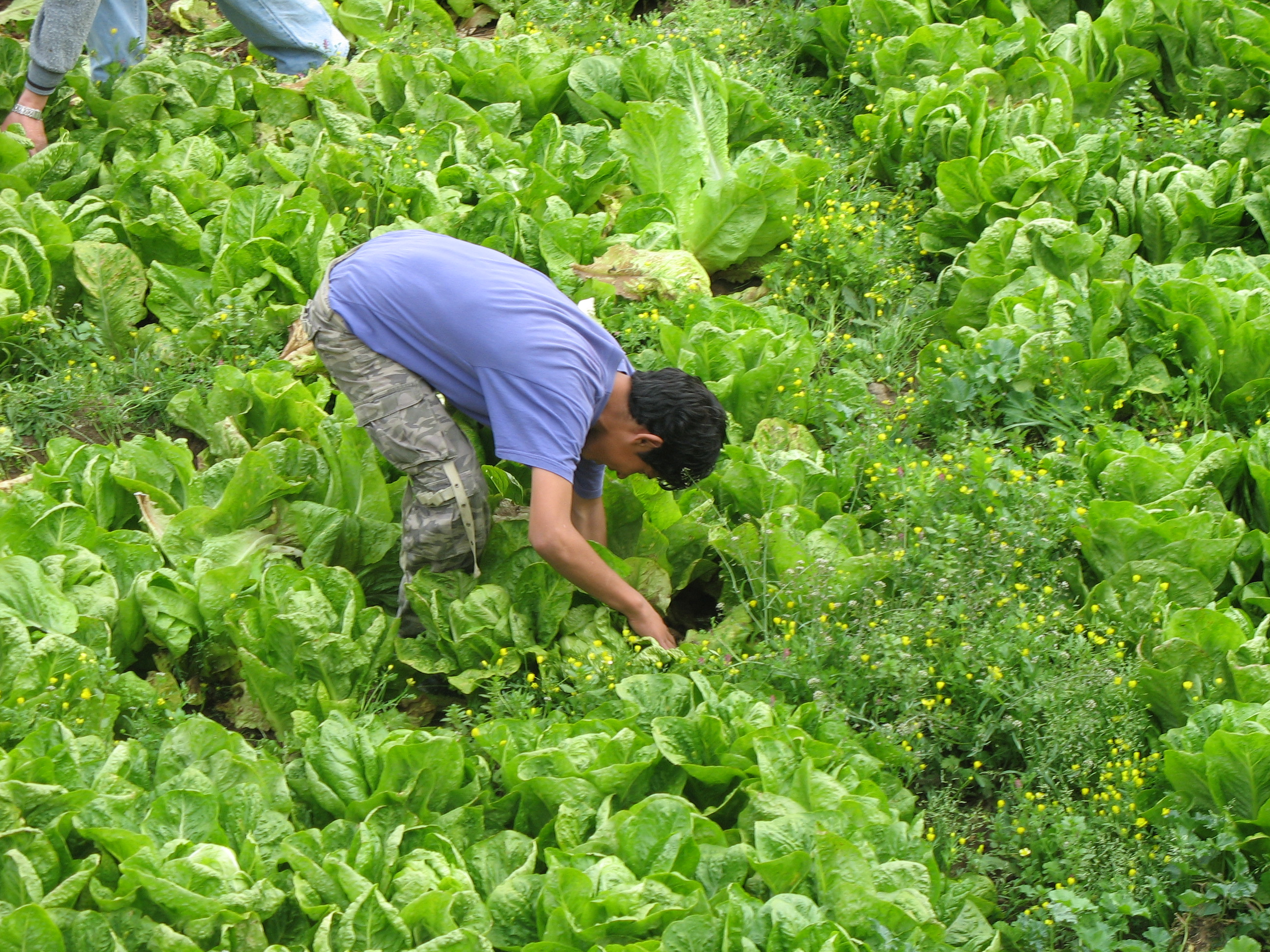
Kinh tế nông nghiệp tại Bờ Tây

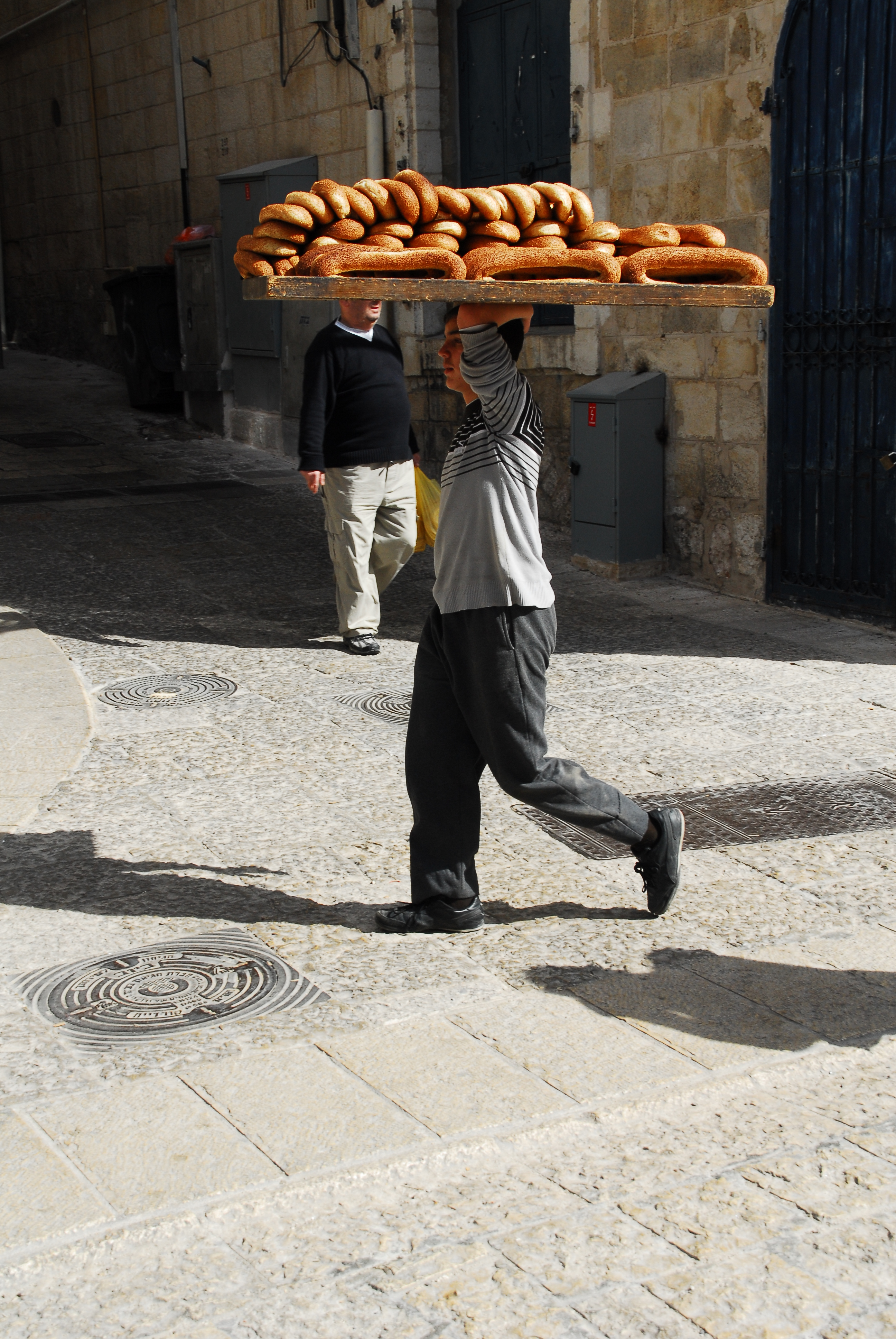
Một cậu bé bán bánh mì hàng rong ở khu vực tại Jerusalem

Tuy nhiên, tờ New York Times đã công bố vào ngày 14 tháng 2 năm 2006 rằng một "kế hoạch bất ổn hoá" của Hoa Kỳ và Israel, với mục đích chống Hamas, bên giành chiến thắng trong cuộc bầu cử lập pháp tháng 1 năm 2006, tập trung "chủ yếu nhờ vào tiền bạc" và cắt mọi khoản tiền cho Chính quyền Palestine một khi phe Hamas lên nắm quyền lực, để làm họ mất đi tính hợp pháp trong con mắt người dân Palestine. Theo bài báo của tờ Thời báo Nữu Ước thì Chính quyền Palestine có khoản thâm hụt tiền mặt hàng tháng khoảng $60 triệu tới $70 triệu sau khi họ nhận khoảng $50 triệu tới $55 triệu mỗi tháng từ Israel về các khoản thuế và phí hải quan do các quan chức Israel thu tại biên giới nhưng thuộc sở hữu của người Palestine.
Bắt đầu từ tháng 3 năm 2006, Chính quyền Palestine sẽ phải đối mặt với tình trạng thiếu hụt tiền mặt ít nhất $110 triệu mỗi tháng, hay hơn $1 tỷ mỗi năm, là khoản tiền cần thiết để trả đủ lương cho 140.000 nhân viên, là những người lao động chính cung cấp cho ít nhất một phần ba dân số Palestine. Con số nhân viên gao gồm khoảng 58.000 thành viên các lực lượng an ninh, chủ yếu trong số đó thuộc về phong trào Fatah vừa thất bại trong cuộc bầu cử. Từ cuộc bầu cử ngày 25 tháng 1 năm 2006 thì thị trường chứng khoán Palestine đã giảm khoảng 20% điểm, trong khi Chính quyền đã cạn kiệt khả năng vay mượn với các ngân hàng địa phương.
Những cáo buộc về việc sử dụng hỗ trợ của Liên minh châu Âu không đúng mục đích tài trợ. Tháng 2 năm 2004, có thông báo rằng văn phòng chống gian lận của Liên minh châu Âu (EU) (OLAF) đang nghiên cứu các tài liệu cho thấy Yasser Arafat và Chính quyền Palestine đã chuyển hướng hàng triệu dollar từ các khoản tài trợ của EU tới các tổ chức liên quan tới các cuộc tấn công khủng bố, như Lữ đoàn Tử vì đạo Al-Aqsa. Tuy nhiên, vào tháng 8 năm 2004, một đánh giá tạm thời nói rằng "Tới thời điểm hiện tại, chưa có bằng chứng rằng những khoản tiền từ khoản Ngân sách Hỗ trợ Trực tiếp không mục tiêu của EU cho Chính quyền Palestine đã bị sử dụng cung cấp cho các hoạt động bất hợp pháp, gồm cả khủng bố."
Một Nhóm công tác độc lập của EU cũng đã ra một báo cáo vào tháng 4 năm 2004, được thông qua với số phiếu 7-6, đề cập tới giai đoạn từ cuối năm 2000 tới cuối năm 2002, nói rằng viện trợ của EU đã không bị chuyển tới cho các chiến binh Palestine đang tiến hành các cuộc tấn công vào người dân Israel: "Không có bằng chứng xác định, cho tới thời điểm hiện tại, rằng khoản hỗ trợ ngân sách trực tiếp không mục tiêu của EU đã bị sử dụng cung cấp cho các hoạt động bất hợp pháp, gồm cả cung cấp cho Chủ nghĩa khủng bố". Hơn nữa, EU đã thay đổi cách thức tài trợ cho người Palestine và hiện sử dụng viện trợ có mục đích cho các mục đích cụ thể. Từ tháng 4 năm 2003, tiền chỉ được chuyển nếu nhiều điều kiện được đáp ứng, như việc xuất trình các hoá đơn cho các khoản người Palestine cần trả. EU vẫn là nhà tài trợ lớn nhất cho Chính quyền Palestine.
Các khoản chi trả cho các tù nhân Palestine tại các nhà tù của Israel cũng chiếm tỷ trọng thâm hụt ngân sách. Dù người Palestine bị Israel tùy ý bắt giữ nhưmg chính quyền Palestine vẫn phải chi trả các chi phí cho Israel. Ngày 22 tháng 7 năm 2004, Salam Fayyad, Bộ trưởng Tài chính Chính quyền dân tộc Palestine PNA, trong một bài báo trên tờ tuần báo Palestine có tên The Jerusalem Times đã chỉ rõ các khoản chi trả sau cho những người Palestine bị chính quyền Israel giam giữ gồm:: 
- Các khoản trợ cấp cho tù nhân đã tăng trong giai đoạn từ tháng 6 năm 2002 tới tháng 6 năm 2004 lên $9.6 triệu mỗi tháng, tăng 246% so với tháng 1 năm 1995-tháng 6 năm 2002.
- Từ tháng 6 năm 2002 tới tháng 6 năm 2004, khoảng 77 triệu shekel đã được chuyển cho các tù nhân, so với 121 triệu shekel từ tháng 1 năm 1995 tới tháng 6 năm 2002, gia tăng 16 triệu shekel mỗi năm. Sự gia tăng chi tiêu hàng năm giữa hai giai đoạn là 450%, cao hơn rất nhiều số phần trăm tù nhân tăng thêm.
- Từ 2002 tới 2004, Chính quyền dân tộc PNA đã trả 22 triệu shekel cho các khoản phí khác — phí luật sư, tiền phạt, và trợ cấp cho những tù nhân được thả. Con số này bao gồm phí luật sư do Chính quyền dân tộc PNA trả trực tiếp và các khoản phí trả thông qua Câu lạc bộ Tù nhân.

## Bị bóp nghẹt
Sau cuộc bầu cử lập pháp năm 2006, với thắng lợi của Hamas thì ngay lập tứng Israel đã ngừng chuyển giao $55 triệu tiền thuế cho Chính quyền Palestine, vì rằng bởi Chính quyền Palestine không có điểm tiếp cận (cảng, sân bay) để thu thuế, mà do chính Israel đảm nhiệm điều này chứ không ai khác. Những khoản tiền đó chiếm một phần ba ngân sách của Palestine, hai phần ba ngân sách riêng của chính quyền Palestine và là nguồn đảm bảo trả lương bổng cho 160.000 nhân viên dân sự Palestine (trong số đó có 60.000 nhân viên an ninh và cảnh sát), đây còn là số tiền mà một phần ba dân số Palestine sống phụ thuộc vào nó. Israel cũng đã tăng việc kiểm soát tại các điểm gác, là một lý do chính dẫn tới cuộc giảm phát kinh tế 2001-2002 từ đầu cuộc Intifada lần thứ hai mà Ngân hàng Thế giới đã so sánh với cuộc khủng hoảng kinh tế năm 1929. Hơn nữa, Hoa Kỳ và EU đã ngừng viện trợ trực tiếp cho Palestine, trong khi Hoa Kỳ áp đặt một lệnh phong toả tài chính với các ngân hàng của Palestine (Ngân hàng Palestine), treo một số khoản tiền của Liên đoàn Ả Rập (ví dụ Ả Rập Xê Út và Qatar) được chuyển cho Palestine Ngày 6 và 7 tháng 5 năm 2006, hàng trăm người Palestine đã biểu tình tại dải Gaza và Bờ Tây yêu cầu được trả lương. Căng thẳng giữa Hamas và Fatah đã gia tăng với sự "túng quẫn kinh tế" của Palestine. Tổ chức Liên hiệp quốc đã lưu ý rằng thất nghiệp của nước này được ước tính ở mức 23% năm 2005, sẽ tăng lên thành 39% năm 2006, trong khi tỷ lệ nghèo khổ, được ước tính ở mức 44%, sẽ tăng lên 67% năm 2006.

## Dải Gaza

Chùm ô liu là biểu tượng nông nghiệp của nền kinh tế Palestine

Sản xuất kinh tế của Dải Gaza đã giảm một phần ba từ 1992 đến 1996. Sự sụt giảm này phần lớn vì tham nhũng và quản lý kém của Yasser Arafat và các chính sách phong tỏa của Israel—sự ép buộc đóng cửa biên giới để trả đũa các vụ tấn công khủng bố vào Israel—đã phá vỡ các mối quan hệ thị trường lao động và hàng hóa được lập nên trước đó giữa Israel và Dải Gaza. Hậu quả tồi tệ nhất của sự suy giảm này là tình trạng thất nghiệp gia tăng. Việc áp dụng biện pháp phong tỏa toàn diện của Israel đã giảm bớt trong những năm gần đây và vào năm 1988, Israel đã đưa ra các biện pháp mới nhằm giảm bớt các hậu quả của việc phong tỏa và các biện pháp an ninh khác đối với việc di chuyển hàng hòa và lao động của Palestine vào Israel. Những thay đổi đó đã khiến cho nền kinh tế Dải Gaza phục hồi đáng kể trong ba năm liền. Sự phục hồi kinh tế này chỉ chấm dứt khi phong trào al-Aqsa Intifada nổ ra vào ba tháng cuối năm 2000.
Phong trào ném đá al-Aqsa Intifada chỉ khiến cho các lực lượng an ninh Israel (IDF) kiểm soát và phong tỏa chặt chẽ biên giới cũng như thường xuyên hạn chế việc đi lại bên trong những vùng tự trị của người Palestine, gây ảnh hưởng lớn đến di chuyển thương mại và lao động. Năm 2001, và thậm chí còn nghiêm trọng hơn vào đầu năm 2002, sự xáo động quốc tế và những biện pháp quân sự của Israel trong những vùng tự trị của Palestine đã phá hủy các cơ sở kinh tế và hành chính của vùng này, mở rộng việc phong tỏa khiến GDP của Dải Gaza giảm mạnh. Một nhân tố chính khác khiến giảm sút thu nhập của vùng là việc hạn chế số người Palestine được phép vào làm việc tại Israel. Sau khi Israel rút quân khỏi Dải Gaza, một lần nữa họ lại cho phép công nhân Palestine vào Israel làm việc nhưng từ sau khi Hamas lên nắm quyền sau cuộc bầu cử nghị viện năm 2006., Israel đang có ý định giảm bớt và thậm chí là chấm dứt cho phép người Palestine được vào Israel làm việc.
Trong thời gian những người định cư Israel còn ở tại Dải Gaza, họ đã xây dựng những nhà kính và thực nghiệm những biện pháp canh tác mới. Những nhà kính đó cũng là nơi cung cấp hàng trăm việc làm cho người Palestine ở Gaza. Khi Israel rút quân khỏi Dải Gaza vào mùa hè năm 2005, các nhà kính đó được Ngân hàng thế giới mua lại và trao cho người dân Palestine để khôi phục nền kinh tế của họ. Đa số những nhà kính đó hiện được các nông dân Palestine sử dụng, dù đã có những vụ cướp phá xảy ra ở vài nơi. Theo CIA World Factbook, GDP năm 2001 giảm 35% xuống mức thu nhập trên đầu người còn $625 một năm, và 60% dân số hiện sống dưới mức nghèo khổ. Các ngành công nghiệp tại Dải Gaza nói chung là nhỏ và đều là kiểu sản xuất gia đình với các sản phẩm dệt may, xà phòng, điêu khắc trên gỗ cây ô liu và các đồ thủ công mỹ nghệ làm từ vỏ trai; người Israel đã thành lập một số ngành công nghiệp ở mức độ nhỏ tại một trung tâm công nghiệp. Điện do Israel cung cấp. Các sản phẩm nông nghiệp chính là ô liu, chanh, các loại rau, thịt bò, và các sản phẩm sữa. Xuất khẩu chính là chanh và hoa, trong khi nhập khẩu gồm thực phẩm, các loại hàng tiêu thụ, và các vật liệu xây dựng. Đối tác thương mại chính của Dải Gaza là Israel, Ai Cập, và Bờ Tây.